# Joana Soler i Engràcia
Joana Soler Engràcia (Barcelona, 29 d'octubre de 1869 - Barcelona, 24 de gener de 1915) fou una pintora catalana.

## Biografia
Era filla de l'actor Iscle Soler i Samsot i de l'actriu Rosalia Engràcia Oriol, tots dos populars intèrprets d'obres de Serafí Pitarra i tingué dues germanes: Emília, més gran que ella i Maria, més petita. El pare mai volgué que cap de les seves filles entrés en contacte amb el món del teatre perquè no el considerava apropiat per a les dones de casa seva. Així, doncs, la gran estudià música; ella, Belles Arts i Maria, magisteri. Joana Soler, segons el document d'adopció del seu fill per part de la seva germana Maria, hauria nascut el 1870.
D'acord amb la memòria acadèmica de l'Escola de Belles Arts, durant el curs 1892-1893 l'alumna Joana Soler Engràcia obtingué com a premi extraordinari una borsa de viatge per Brodats i blondes (l'assignatura es deia Pintura decorativa. Tejidos, bordados, blondas y estampados). El curs 1895-96, també per Brodats i blondes, aconseguí el premi extraordinari de la pròrroga de borsa d'estudi.
El 1896 participà, amb una reproducció a l'oli del frontal de Sant Jordi de la Diputació de Barcelona, a la primera Exposició Femenina de la Sala Parés i l'any següent presentava quatre obres a l'Exposició General de Belles Arts de Madrid (Frontes de San Jorge de la Real Audiència de Barcelona, Tira de frontes de altar, Tira de casulla, Ramo de naranjas) i tres còpies a l'oli (una del Frontal de Sant Jordi de la Reial Audiència de Barcelona i dues de brodats de casulla), per les quals obtingué una menció honorífica. Aquell mateix any prengué part en la segona Exposició Femenina de la Sala Parés (1897), com també ho feu en la tercera Exposició Femenina de 1898. El juliol de 1899 exposà de nou a la Parés, sala en què també intervingué amb motiu de la XVIIa Exposició Extraordinària (1900). El mateix 1899 consta com a alumna de la càtedra d'art decoratiu i aplicat a la indústria, que depenia de l'Escola Oficial de Belles Arts de Barcelona, sota el mestratge de Josep Pascó i Mensa,  i va exposar estudis de flora i fauna, del guix, del natural, composicions ornamentals i projectes d'art industrial a l'Exposició General de Belles Arts de Madrid.
Fou alumna de Pere Borrell del Caso qui li feu un retrat en forma de medalló, dedicat i signat. El 1903 Joana Soler es casà amb Josep Miquel Gual, segon fill d'una notable família de la pagesia d'un poble de la Conca de Barberà.
El que es conserva de la seva producció no és gaire abundant, possiblement perquè morí als quaranta-cinc anys a causa de la gran epidèmia de tifus. La major part de la seva producció està en mans de la família i del Museu de Terrassa, ciutat on es traslladà el seu marit amb els dos fills petits després d'enviudar.
La seva germana Maria va pintar petites obres. Aquest fet, més el d'haver tingut cura dels fills de la seva germana Joana en quedar orfes, potser podria explicar que les obres que es guarden d'ella en el Museu de Terrassa s'atribuïssin a la seva germana Maria, fins que, en ocasió de l'exposició Dels Fons a la Superfície. Obres d'artistes catalanes contemporànies anteriors a la Dictadura Franquista, celebrada el 2008 en el Centre de Cultura de Dones Francesca Bonnemaison (CCDFB), es presentaren els seus nets per aclarir l'error. Entre aquestes obres destaca Nu assegut, on l'artista copsà un instant d'una dona nua asseguda i capficada en ella mateixa. Sobta el cos nu de la dona: un cos real, sense idealitzar, totalment allunyat dels pintats pels artistes masculins, sobretot els d'aquells anys, que sempre els representaven com desitjaven que fossin. Es tracta, doncs, d'un nu femení pintat a través d'uns ulls de dona, un nu que no s'exposa a la mirada masculina.

## Obra pictòrica
- Creu de terme
- Masia
- La meva germana Maria, dempeus
- Taller de pintura (on s'autoretrata)
- Nenes jugant amb una papallona
- Natura morta amb estris de cuina
- Raïms
- Clavells (forma oval)
- Roses (forma oval)
- Iscle Soler assegut i estudiant
- Al·legoria de Sant Jordi
- Nu femení assegut, Museu de Terrassa[8]
- Nu femení, Museu de Terrassa[9]
- Bust femení nu, Museu de Terrassa[10]
- Bust femení, Museu de Terrassa[11]
- Bust femení, Museu de Terrassa[12]